# Markus Kuen
Markus Kuen (auch: Marek Khuen; tschechisch: Marek Khuen z Olomouce; † 10. Februar 1565 in Kremsier) war Bischof von Olmütz.

## Leben

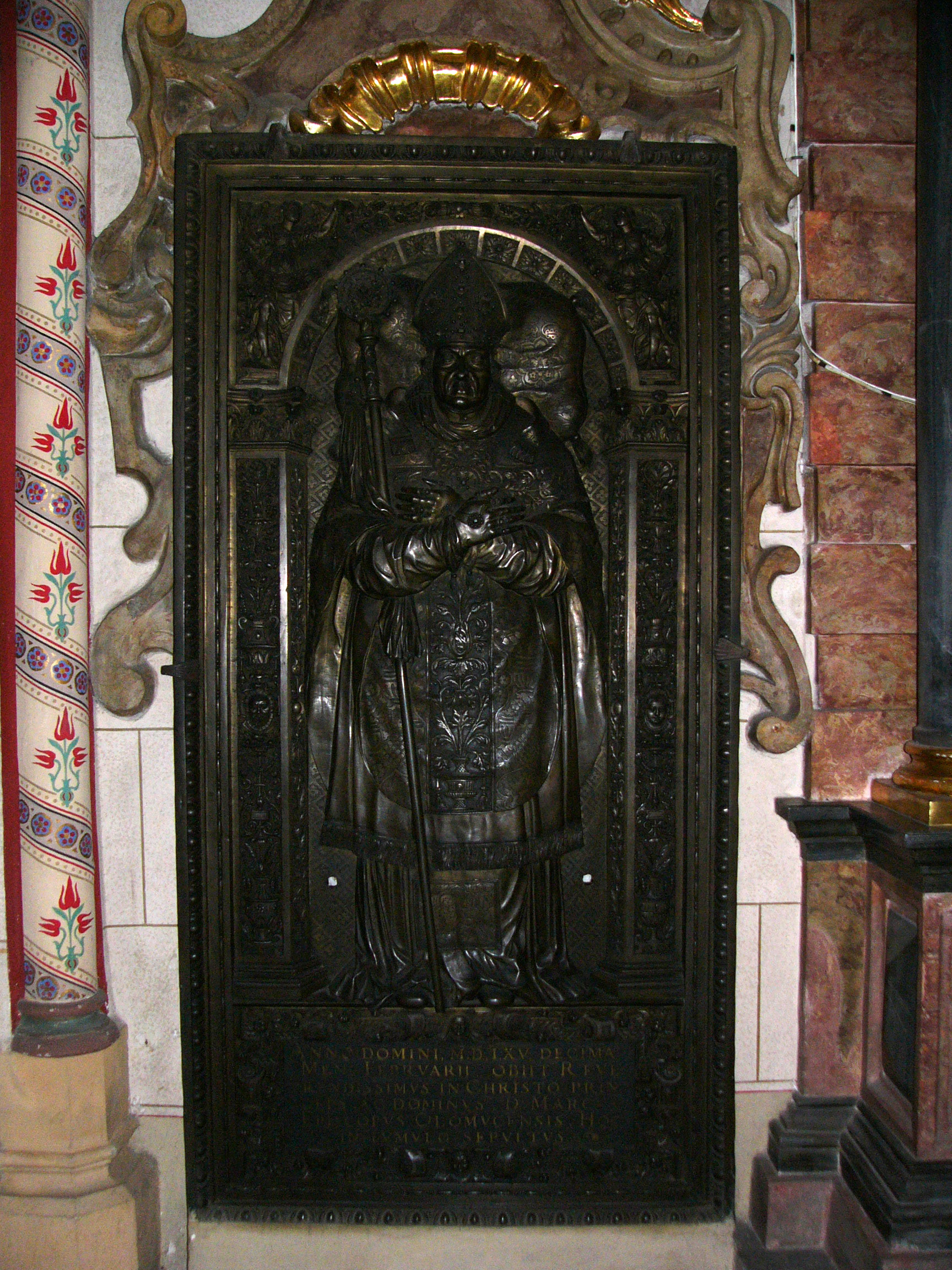
Markus Kuen

Markus Kuen entstammte einer bürgerlichen Olmützer Familie. Nach dem Theologiestudium an der Universität Wien wurde er um 1523 Kanoniker und 1541 Dekan des Olmützer Domkapitels.
Nach dem Tod des Olmützer Bischofs Johannes Dubravius empfahl König Ferdinand I. in seiner Eigenschaft als König von Böhmen den damaligen Domherrn von Breslau und Olmütz und späteren Breslauer Bischof Kaspar von Logau zum Nachfolger. Dieser Vorschlag wurde jedoch vom mährischen Adel abgelehnt. Deshalb wählte das Domkapitel am 6. Oktober 1553 Markus Kuen zum Bischof. Die päpstliche Bestätigung folgte am 22. Dezember des Jahres.
Wegen der Ausbreitung des Luthertums fällt Kuens Amtszeit in eine religiös schwierige Zeit. Er intensivierte die Priesterausbildung und wandte sich gegen die Einsetzung nichtordinierter Geistlicher durch den Adel. Aus eigenen Mitteln förderte er die Kathedralschule, für die er auch eine neue Schulordnung erließ. Er kaufte die verpfändeten bischöflichen Güter in den Herrschaften Mürau und Hochwald sowie Groß-Teinitz zurück. Im Verhältnis zu den Utraquisten befürwortete er eine Annäherung und unterstützte deshalb die Forderung des Königs nach Zulassung des Laienkelchs. Die päpstliche Kelcherlaubnis erhielt er im August 1564.
Da Kuen in seinen letzten Lebensjahren krank war, übernahm der Olmützer Kanoniker Wilhelm Prusinovský von Víckov dessen Amtsgeschäfte. Kuen starb in Kremsier und wurde in der Olmützer Kathedrale beigesetzt. Dort erinnert ein Renaissancegrabmal an ihn.